# Croton amplifolius
Espèce
Croton amplifolius est une espèce de plantes à fleurs du genre Croton et de la famille des Euphorbiaceae, originaire du nord-est de la Papouasie-Nouvelle-Guinée, de l'archipel Bismarck et des îles Salomon.